# Gégé (entreprise)
Pour les articles homonymes, voir Gégé.
GéGé est une entreprise française, fabricante de jouets de 1933 à 1979, qui a été fortement implantée dans le département de la Loire. C'était la plus grande entreprise française dans le secteur du jouet à la fin des années 1950. 
Ses activités étaient principalement tournées vers la production de poupées, de modèles réduits, de jeux de construction et de jeux scientifiques.

## Histoire de l'entreprise
L'entreprise GéGé est créée en 1933 par Germain Giroud (1911-1991) à Moingt, à côté de Montbrison. 
L'entreprise est d'abord spécialisée dans les poupées de salon, confectionnées à partir des chutes des tissus d'ameublement que Germain Giroud produisait dans son atelier à destination des grossistes. En 1939, GéGé compte déjà une quarantaine d'employés ; elle commercialise des grandes poupées, équipées d'un système dit « marcheur ». Le 4 août 1943, Germain Giroud épouse Juliette Nourrisson, qui devient sa principale collaboratrice et imagine les tenues des poupées. 
Gégé est la plus grande entreprise française de jouets à la fin des années 1950. En cette période et dans la décennie suivante, l'entreprise connait une réussite exceptionnelle en employant plus de 1 000 personnes à la fin des années 1960. La majeure partie de la production GéGé sortait des cinq usines du groupe : l'usine-mère et l'usine de la rue de Bichirand, à Moingt ; celles de Saint-Clément-de-Valorgue (1956), de Roche-la-Molière (1960) et de Firminy (1963). GéGé employait également environ 200 ouvrières à domicile. 
Pour loger le personnel de Montbrison, l'entreprise implanta une cité ouvrière à proximité de l'usine de l'avenue thermale.
A la suite de l'arrivée de la technique de l'injection des matières plastiques, GéGé diversifia son offre de jouets : dînettes, jouets mécaniques, modèles réduits, voitures électriques, poupées marcheuses, petits trains, etc.
Cependant, l'entreprise pratiquait des prix plutôt élevés pour ses articles les plus vendus, c'est-à-dire les poupées, ce qui fut l’une des raisons pour lesquelles elle n’a pas résisté à la concurrence des produits peu chers venus d’Asie.

## Jeux et jouets

### Les jeux scientifiques
GéGé proposait un ensemble de jeux scientifiques et éducatifs, notamment fabriqués à l'usine GéGé de Saint-Clément-d'Ambert (aujourd'hui Saint-Clément-de-Valorgue). Germain Giroud avait en effet mis en place à la fin des années 1950 un partenariat avec le fabricant allemand Kosmos, qui se traduit dans un premier temps par l'édition de cinq coffrets sous licence :
- Le petit physicien
- Le petit électricien
- Le petit chimiste
- Le jeune radio
- Le petit biologiste

Les coffrets scientifiques GéGé abordent au total une vingtaine de thématiques. Germain et Juliette Giroud mènent une campagne de promotion importante pour faire connaître ces jouets : dans ce cadre, ils rencontrent notamment Wernher von Braun, ainsi que Leonid Sedov.

### Les jeux de construction «Bati-bois»
GéGé commercialise dans les années 1960 la gamme « Bati-bois », une série de bâtiments en bois à construire. Les boîtes pouvaient contenir entre 120 et 434 pièces,.

### Les poupées
Plusieurs modèles de poupées GéGé ont bénéficié d'une forte popularité. Notamment la poupée parlante Caroline, nommée ainsi en référence à Caroline de Monaco, présente dans le catalogue GéGé de 1962 à 1976, a été écoulée à plus de 1 800 000 exemplaires.  Mily, la concurrente française de Barbie, qui a été lancée en 1964, a été commercialisée par GéGé associée à 153 trousseaux. En 1968, l'entreprise lance Dolly, une poupée maxi-mannequin.
En 1955, la moitié des jouets vendus par GéGé sont des poupées ; elles représentent 60% du chiffre d'affaires au début des années 1970. 

### Les trains électriques

#### Une volonté de concurrencer Jouef
Les trains électriques GéGé, en échelle HO, ont vu le jour vers 1960-1962, bénéficiant de la généralisation des techniques de plastique injecté. La gamme a été choisie pour concurrencer les trains Jouef. Les modèles reproduisent des trains célèbres comme le Mistral (Paris-Nice), le Capitole (Paris-Toulouse), ou un Trans-Europ-Express (Paris-Bruxelles-Amsterdam).
La plupart des modèles sont sortis pendant les années 1960. La qualité et la précision des détails sont très moyennes, en retrait par rapport à la production Jouef, mais les derniers trains produits vers 1970 sont d'une réalisation beaucoup plus soignée. De manière générale, l'accent est mis sur la robustesse et la simplicité d'utilisation (pas d'entretien). En particulier, les locomotives utilisent un système de transmission tout à fait innovant, sans cascade d'engrenages risquant de s'encrasser et de se bloquer. 

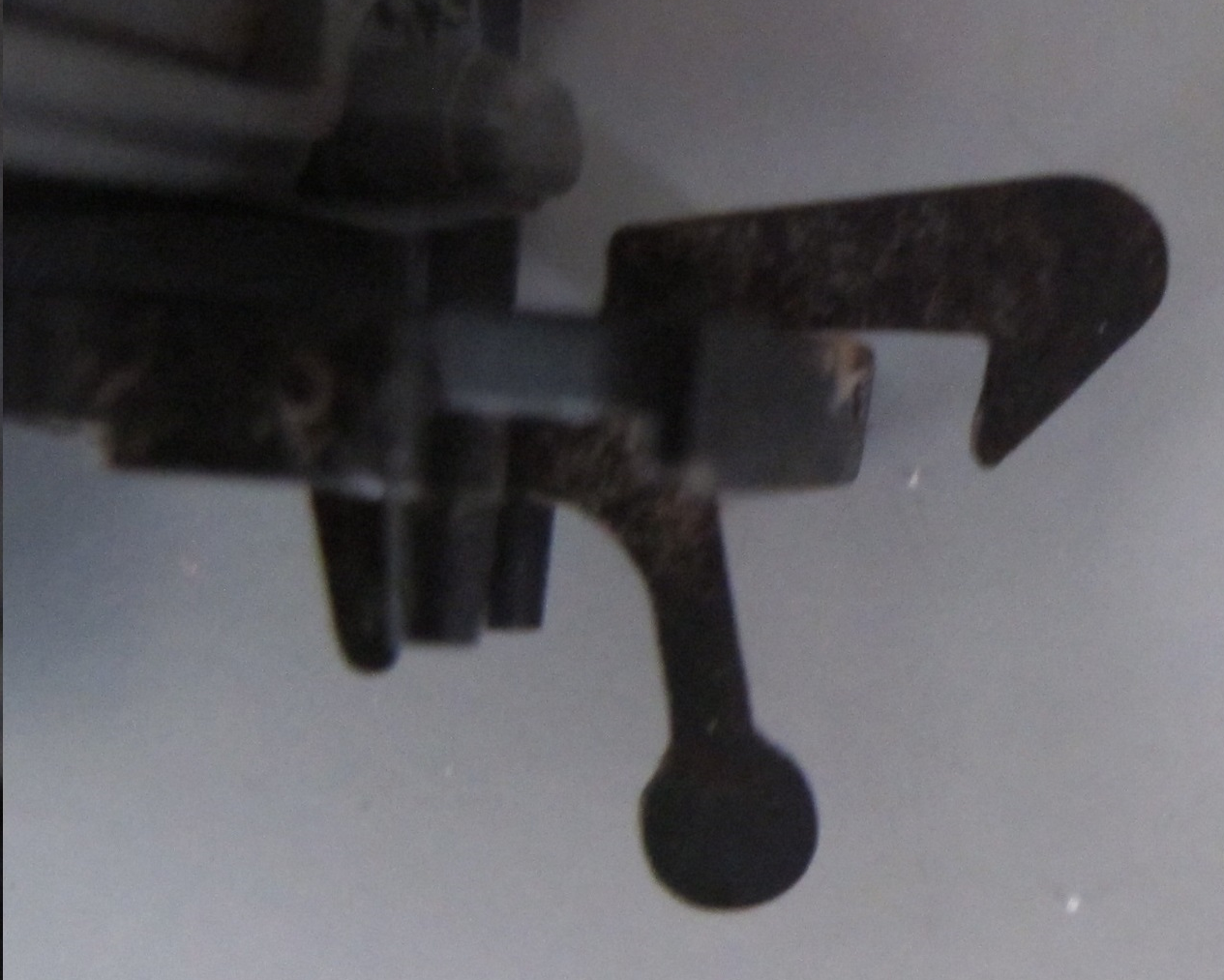
Attelage GéGé.

Les attelages, d'abord d'un type particulier GéGé, deviennent après quelques années des attelages de type « international ».
Manquant globalement d'originalité, la production s'est arrêtée dans la première moitié des années 1970. 

#### Les locomotives

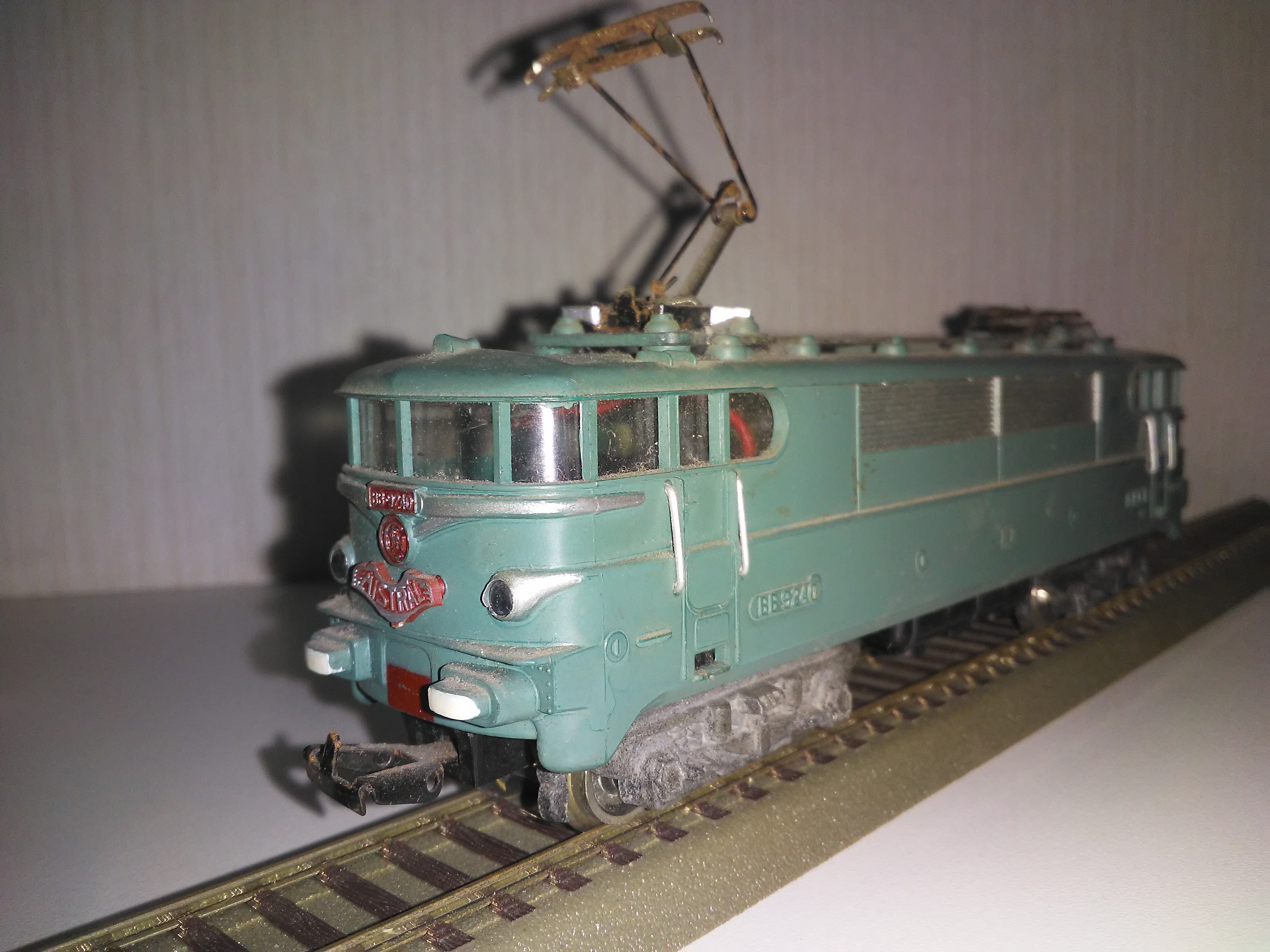
Locomotive BB 9240 GéGé à l'échelle HO.

Les locomotives produites sont d'abord, vers 1960-1962, la BB 9240 verte, dont une version possède des pantographes articulés, puis en 1964, la BB 63000 (diesel-électrique), suivie en 1965 par la CC 40101 du TEE Paris-Bruxelles-Amsterdam qui vient peu après les modèles équivalents proposés par Jouef et Lima. En 1968, sort une BB 9240 en version « Capitole ». Le dernier modèle sera la CC 6501 en 1975.
Les locomotives sont conçues pour être solides et faciles d'utilisation. Une solution innovante est adoptée pour éviter les engrenages, et donc la prise de poussières : un gros moteur électrique est placé au centre du châssis et possède deux sorties d'arbre de chaque côté. Des axes métalliques, fixés par des manchons souples de connexion, prolongent ces derniers. Sans avoir recours à des pignons d'engrenage, par l'intermédiaire de courroies en caoutchouc, ils transmettent la puissance du moteur aux quatre essieux des bogies.
Autre solution innovante, la transmission du courant ne nécessite pas de frotteurs : les deux polarités du courant électrique passent par les deux flancs des bogies (elles sont isolées électriquement par le tambour central joignant les roues), puis transitent vers le moteur grâce à des fils électriques.

#### Les voitures de chemin de fer et wagons
Les voitures voyageurs suivent la même progression en qualité que les locomotives. En 1960-1962 sont produites des voitures DEV Inox type A8 en versions raccourcies à 6 et 8 baies, puis en 1965 d'autres voitures inox (type TEE PBA) qui accompagnent la CC 40100 du TEE. En 1968, sortent les diverses voitures UIC-Y (A' et A'D) en livrée vert intégral ou rouge de la rame Capitole, ainsi qu'une voiture-restaurant de très bonne facture.
Les wagons de marchandise comprennent, pour accompagner la BB 63000 en 1964, des modèles TP à bogies de facture simpliste (wagon couvert, citerne, plat et tombereau, avec divers chargements), et un wagon surbaissé chargé d'un transformateur. Un wagon porte-automobiles STVA est également proposé.

### Les circuits automobiles
Au début des années 1960, GéGé commercialise un circuit routier électrique dénommé « Rallye de Monte-Carlo », dont le coffret comporte quatre variantes, avec des contenus légèrement différents. Les voitures, des monoplaces où seule la tête du pilote apparaît, sont au début très peu réalistes. Plus tard, elles seront remplacées par une reproduction beaucoup plus fidèle de la Ferrari 156 de Formule 1.
Des versions électriques au 1/43e de deux modèles de voiture produits par GéGé, la Simca Ariane et la Citroën DS 19, apparaissent au catalogue, vendues séparément en boite. Elles sont très fidèles à la réalité par le respect des formes et la qualité des détails. Les deux voitures équipent aussi un coffret complet, de diffusion très limitée. 
Tout comme Circuit 24, un de ses concurrents français, GéGé présente au catalogue un circuit de courses de trot, avec chevaux et sulkies, intitulé « Grand Prix de Vincennes », dérivé du circuit automobile. Les rails sont vert foncé au lieu d'être noirs. Le jeu est commercialisé du milieu des années 1960 jusqu'en 1974.

## Conservation du patrimoine
Le musée d'Allard à Montbrison comporte une section « Jouets anciens », qui présente une rétrospective de l'entreprise et un grand nombre de références. 
Le musée organise à partir de mai 2023 une grande enquête destinée à recueillir des témoignages d’ex-travailleurs de l’entreprise et/ou d'utilisateurs des jouets GéGé (« la Grande Enquête GéGé »),.

## Prix et récompenses
- 1953 : Diplôme Idée Française, décerné par le Comité Idée France pour toute la gamme GéGé de modèles réduits d'automobiles françaises à l'échelle 1/18e[3].
- 1962 : Coupe d'or du Bon Goût Français, remise aux établissements GéGé de Montbrison, et plus particulièrement à Juliette Giroud pour son travail sur les poupées GéGé[1].
- 1962 : Prix du Meilleur jouet de l'année pour la poupée « Caroline »[14].
- 1964 : Diplôme du Meilleur jouet sélectionné par loisirs jeunes, pour le coffret « Duo écolier »[3].
- 1965 : Oscar du jouet et de la puériculture, décerné à GéGé pour son poupon « Poucet »[3].
- 1967 : Diplôme du Meilleur jouet sélectionné par loisirs jeunes, pour la poupée « Mini-Chou »[3].
- 1968 : Médaille d'argent pour la poupée « Caroline » au Concours Lépine[1].
- 1972 : Oscar du jouet pour le poupon « Christophe »[14].
- 1973 : Oscar d'or du jouet pour la « Moto Super Champion électrique »[14].
- 1973 : Médaille d'or de l'Union des Inventeurs pour la « Moto Super Champion ».

## Sources et références
1. 1 2 3 4  Musée d'Allard, La parole des Gégé. Chroniques d'atelier 1933-1979, Montbrison, édition Ville de Montbrison, 2009, 55 p.
2. 1 2 3  Michel Bosc, Mily de Gégé: la poupée dans le vent, Wax Fruit press, 2019 (ISBN 978-2-95709-490-5)
3. 1 2 3 4 5 6 7 8  Sophie Besançon, Pascal Besançon, Juliette Giroud et Gilles Giroud, Gégé: des jouets pour tous, Éd. Fer de chances, 2002 (ISBN 978-2-91115-837-7)
4. ↑  Actes du quatre-vingt-neuvième Congrès national des sociétés savantes, Lyon, 1964, Section de géographie, Lyon, 1964, 199 p. (lire en ligne), p. 87
5. 1 2 3  Rodolphe Montagnier, « Montbrison : l’impérissable saga des jouets GéGé », sur le-pays.fr, 7 décembre 2023 (consulté le 23 décembre 2023)
6. ↑  « Jouets scientifiques - S'instruire en s'amusant », Collectionneur & Chineur - Hors-série "L'incroyable saga des jouets GéGé".,‎ 2017, p. 56-59
7. ↑  « Dans le coffre à jouets - L'imagination au pouvoir », Collectionneur & Chineur - Hors-série "L'incroyable saga des jouets GéGé",‎ 2017, p. 60-65
8. 1 2 3  Jehan-Hubert Lavie, « GéGé et Troby : les outsideurs ! », Loco Revue (via Internet Archive), no 578,‎ février 1995, p. 109 (lire en ligne [jpg], consulté le 25 décembre 2023)
9. 1 2 3 4 5  Jehan-Hubert Lavie, « GéGé et Troby : les outsideurs ! », Loco Revue (via Internet Archive), no 578,‎ février 1995, p. 110 (lire en ligne [jpg])
10. ↑  Clive Lamming, 3000 modèles réduits ferroviaires : Les matériels SNCF, vol. 2, Milan, 1997, 246 p. (ISBN 2-84113-451-2).
11. 1 2 3  « Du tracteur au circuit routier », Collectionneur & Chineur - Hors-série "L'incroyable saga des jouets GéGé".,‎ 2017, p. 42-47
12. ↑  « Musée d'Allard », sur auvergnerhonealpes-tourisme.com, 19 mars 2020 (consulté le 23 décembre 2023)
13. ↑  « Participez à la grande enquête GéGé », sur ville-montbrison.fr, 16 mai 2023 (consulté le 23 décembre 2023)
14. 1 2 3  « L'odyssée de l'exploit », Collectionneur & Chineur - Hors-série "L'incroyable saga des jouets GéGé",‎ 2017, p. 6-7